# Rhinomuraena quaesita
Genre
Espèce
Statut de conservation UICN

 LC  : Préoccupation mineure
La Murène ruban ou Murène ruban bleue (Rhinomuraena quaesita) est une espèce de poissons de la famille des Muraenidae. C'est la seule espèce de son genre Rhinomuraena qui est dit monotypique. 

## Description

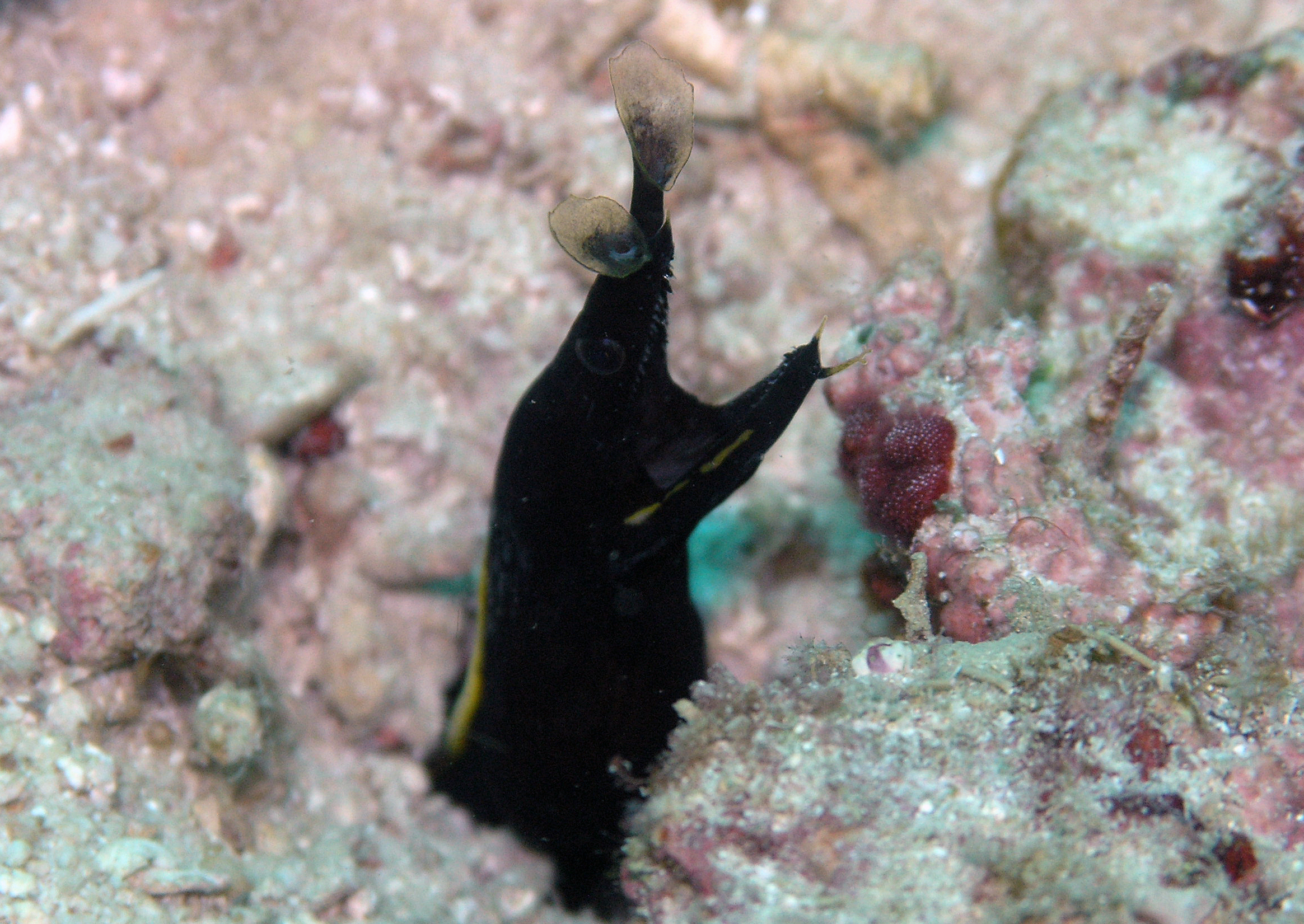
Juvénile noir.

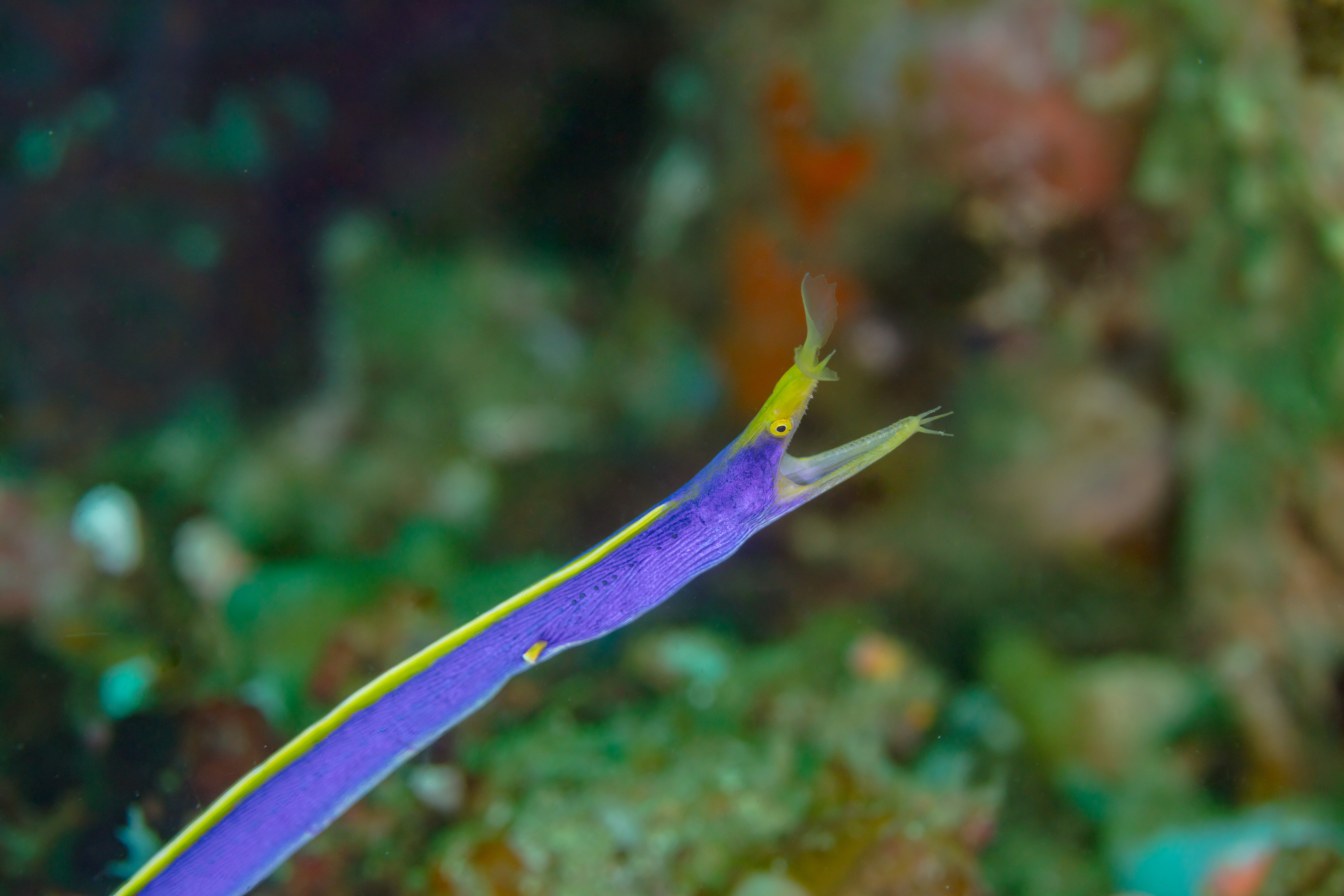
Mâle défendant sa cachette.

Comme toutes les murènes, la murène ruban a un corps serpentiforme allongé et comprimé latéralement, avec des nageoires ventrale et dorsale continues. Celle-ci est particulièrement gracile, et présente des appendices nasaux en forme de cornets translucides ainsi que trois barbillons au bout de la mâchoire inférieure. La bouche est très grande, et s'ouvre jusqu'en arrière des yeux. Les dents sont petites, disposées en une rangée unique. L'orifice branchial en forme de trou est généralement bien visible, et la respiration gonfle la région branchiale par intermittence.
Cette murène présente trois livrées distinctes au cours de sa vie (hermaphrodisme protandre), arborant à chaque fois des couleurs très voyantes. Les juvéniles sont noirs, contrastés par une bande jaune vif sur tout le long du dos (suivant la nageoire dorsale), la faisant parfois apparaître complètement jaune vue du dessus. Les lèvres, les yeux, les orifices branchiaux et les appendices nasaux sont de la même couleur. Après avoir atteint la taille de 65 cm, les juvéniles deviennent des mâles, à la coloration bleu électrique conservant la bande jaune, cette coloration s'étendant désormais à tout le museau. Passé 95 cm, les mâles deviennent femelles et la coloration jaune s'étend progressivement à tout le corps, l'animal pouvant atteindre 1,20 m.

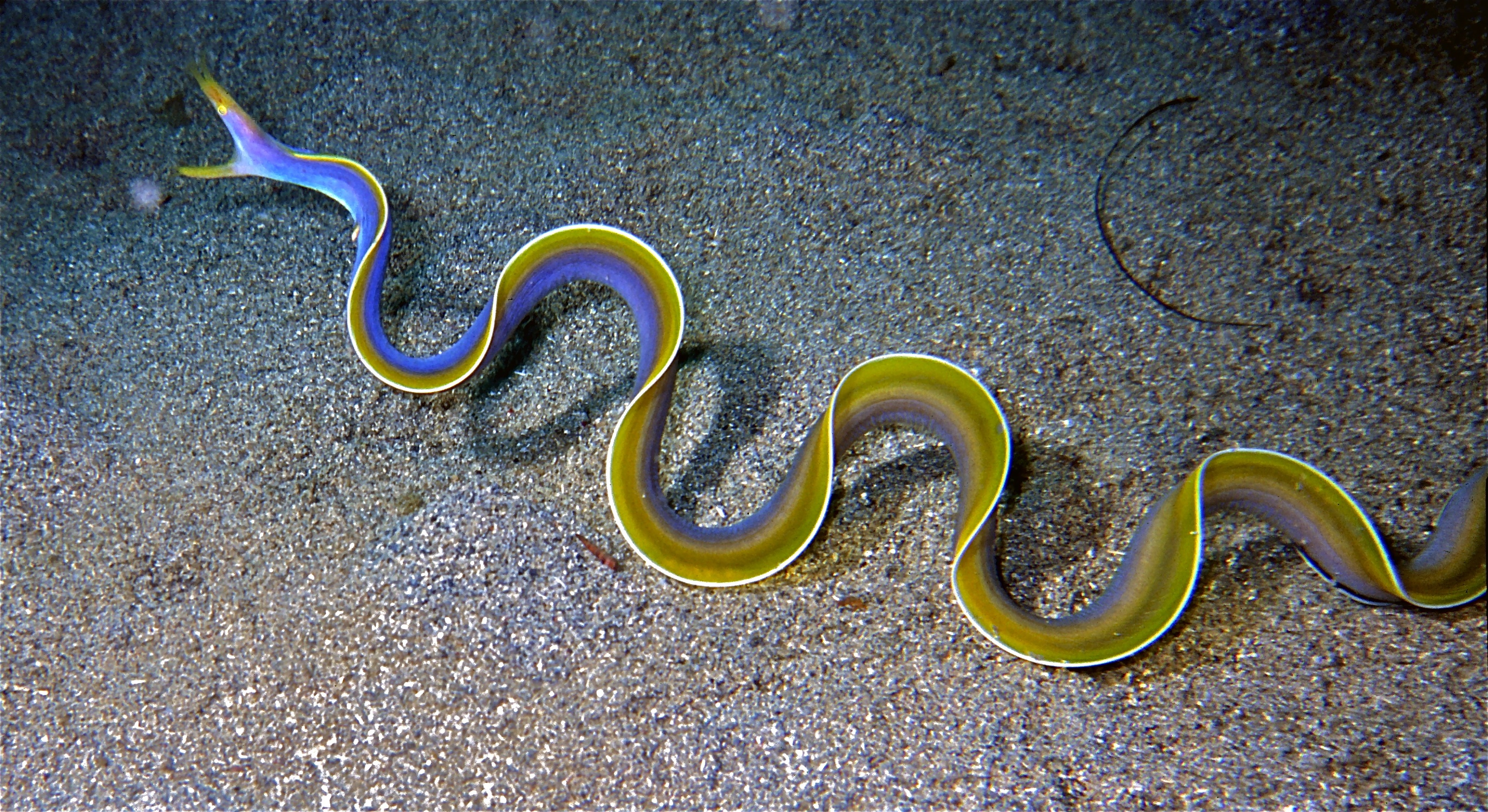
Rhinomuraena quaesita
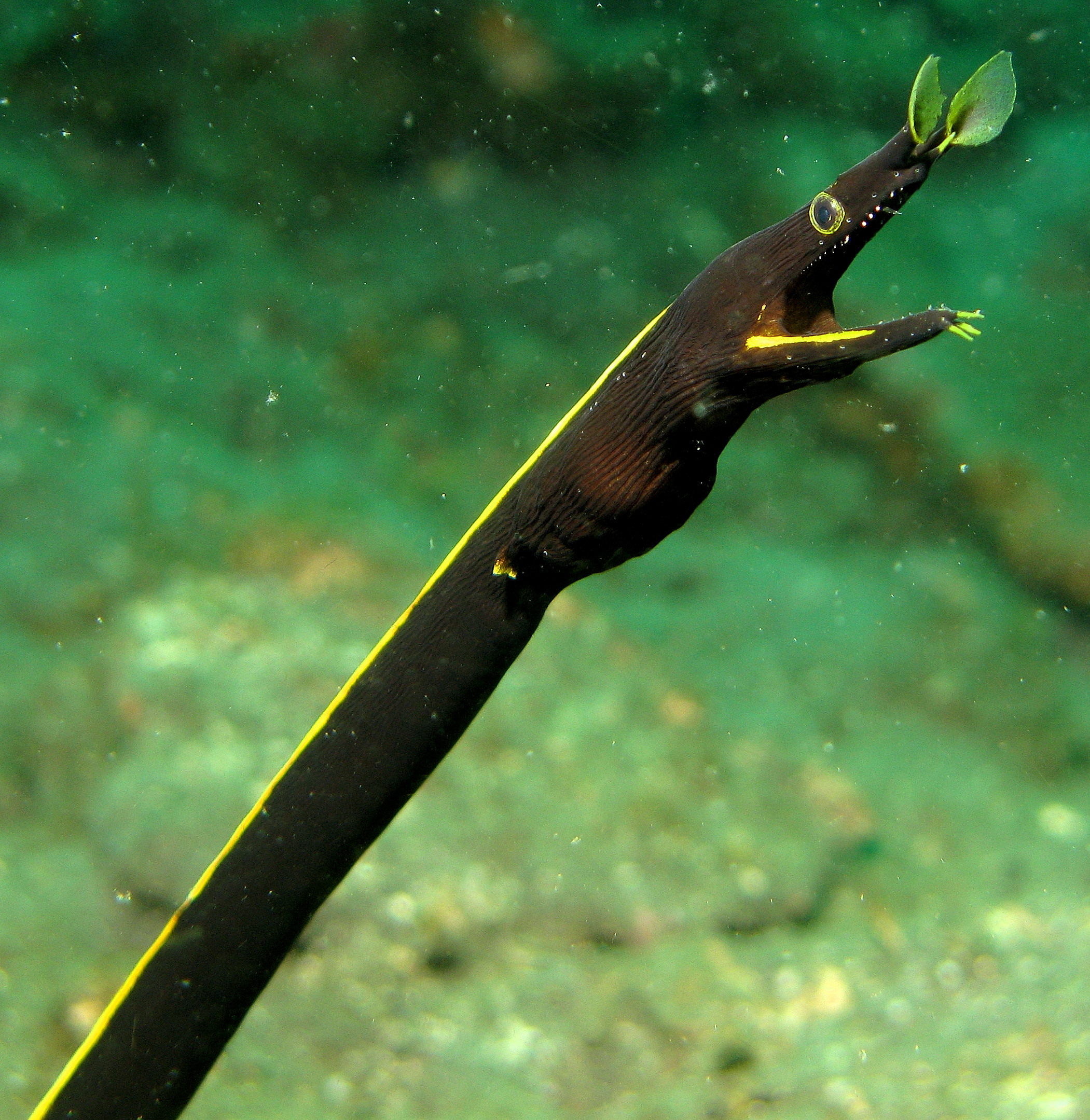
Juvénile noir.
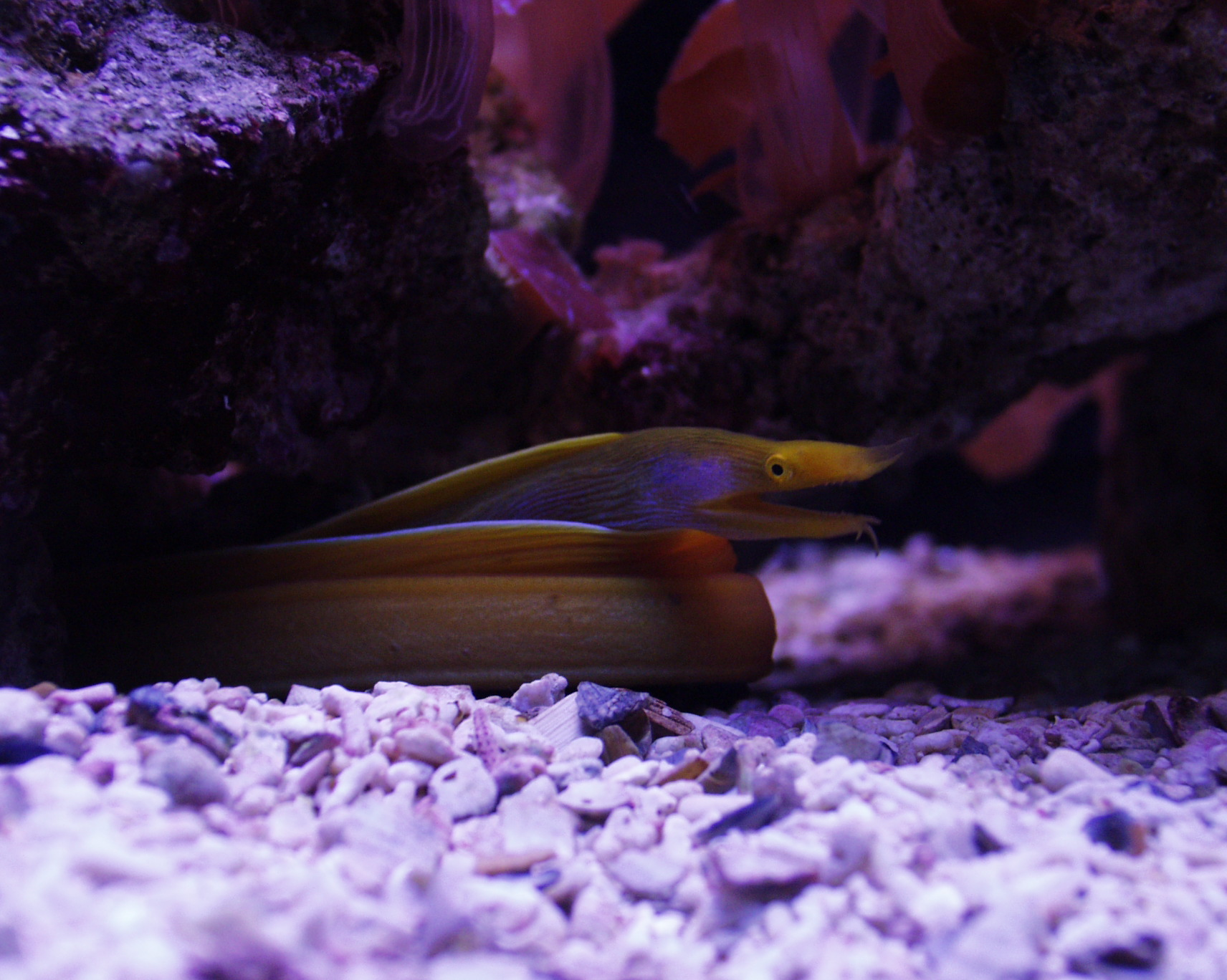
Femelle.

## Habitat et répartition
Ces murènes sont très communes dans tout le bassin Indo-Pacifique tropical, des côtes est-africaines aux archipels du Pacifique, et de l'Australie au Japon. On les rencontre principalement vivant dans des trous dans les récifs de corail, entre les premiers mètres et jusqu'à une cinquantaine de mètres de profondeur, appréciant souvent les courants importants. On n'en voit le plus souvent que la tête, dépassant de son trou.

## Écologie et comportement
C'est un animal carnivore, mangeant uniquement des petits poissons et des crevettes, qui chasse à l'affut principalement de nuit. Elles vivent isolées ou parfois en couples. Elles sont peu visibles la journée, ne laissant dépasser que l'extrémité de leur nez de leur cachette ; elles ne semblent pas territoriales et changent régulièrement de repaire.

## Rhinomuraena quaesitaet l'Homme
Cette espèce n'est pas dangereuse pour les baigneurs, et préférera toujours se cacher qu'attaquer. Elle est très convoitée en aquariophilie pour ses belles couleurs, mais s'y révèle difficile à acclimater.